# Diagrama de color-magnitud per a galàxies
El diagrama de color-magnitud per a galàxies és un gràfic que mostra la relació existent entre la lluminositat, magnitud absoluta, i massa de les galàxies, desenvolupat el 2003 de manera preliminar per Eric F. Bell i els seus col·laboradors de l'exploració COMBO-17  per a explicar la distribució bimodal de galàxies vermelles i blaves que es veien en les anàlisis de les dades del SDSS,  i fins i tot molt abans en 1961 en estudis realitzats per l'astrònom Gérard de Vaucouleurs.
En aquest diagrama es poden diferenciar tres regions:
- el núvol blau, que inclou galàxies blaves amb elevada activitat de formació estel·lar (sobretot galàxies espirals i irregulars),
- la vall verda, la zona menys poblada i que inclou cert nombre de galàxies espirals,
- la seqüència vermella, que inclou galàxies vermelles de tipus primerenc amb molt baixa o nul·la formació estel·lar i en general de tipus primerenc (galàxies el·líptiques i lenticulars).

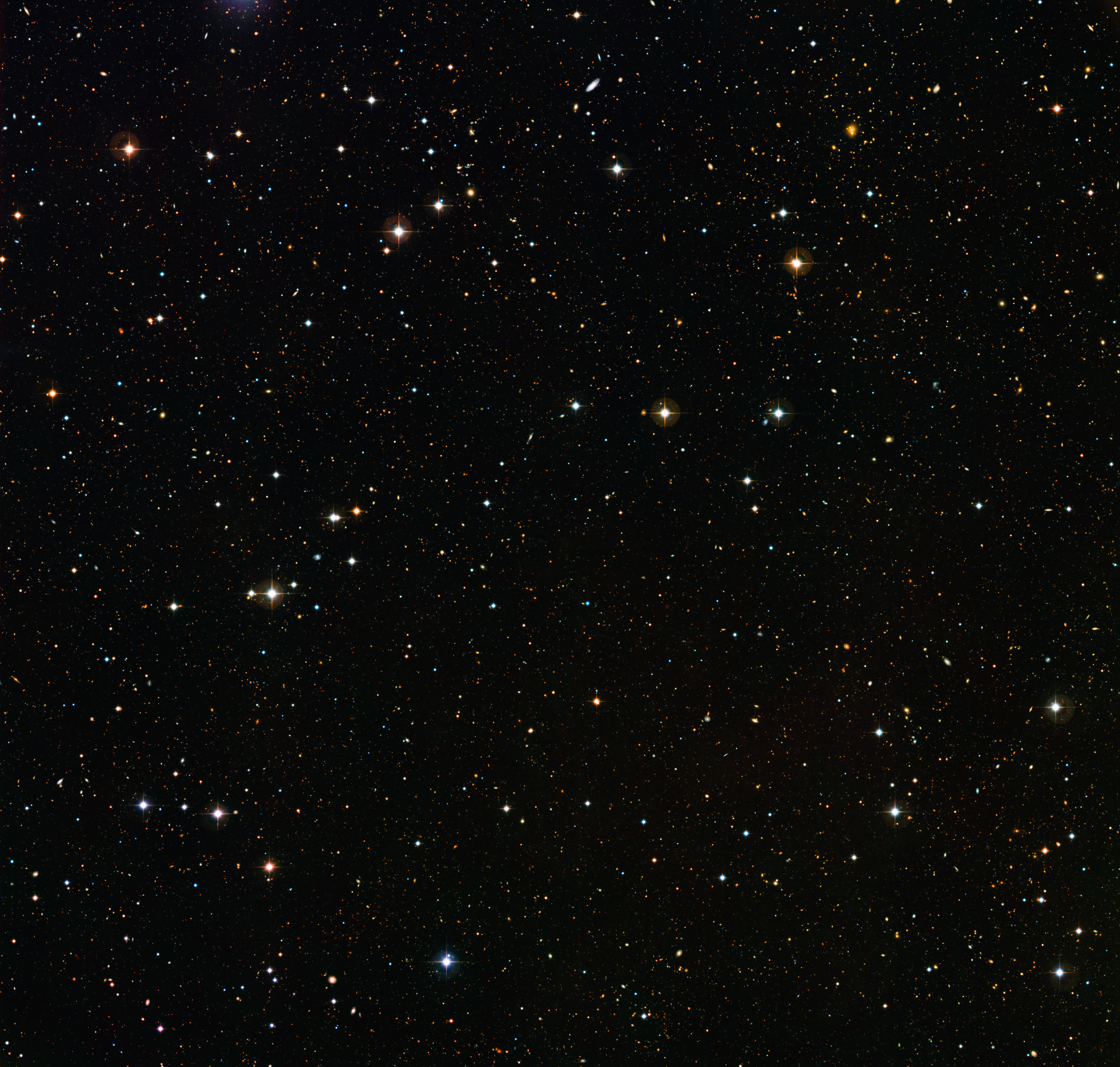
Una de les cinc parts de cel coberts per COMBO-17
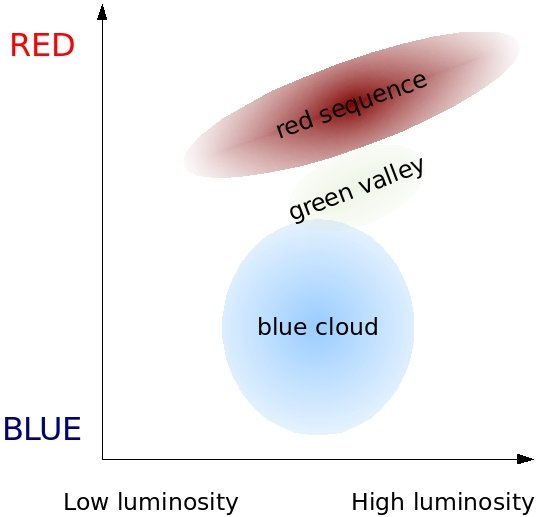
Diagrama color-magnitud per a galàxies esquemàtic en el qual poden apreciar-se les tres poblacions que el componen: la seqüència vermella, la vall verda, i el núvol blau

Es pensa que la nostra galàxia i la d'Andròmeda pertanyen a la segona, estant en transició del núvol blau cap a la seqüència vermella a l'anar disminuint la seva activitat de formació estel·lar. Però investigacions recents mostren que la vall verda realment està formada per dues poblacions diferents de galàxies:
- galàxies de tipus tardà, en què la formació estel·lar ha anat disminuint a l'anar-se esgotant el gas disponible per a la formació d'estrelles després interrompre el subministrament de gas a elles,
- galàxies de tipus primerenc, on tant el subministrament de gas com les reserves d'aquest han estat destruïts ràpidament, segurament a causa d'una fusió entre galàxies i / o a un nucli galàctic actiu.

A diferència del Diagrama de Hertzsprung-Russell per a les estrelles, aquest diagrama no determina completament les propietats d'una galàxia segons la seva situació en aquest. A més mostra evolució considerable a l'anar avançant el temps; en el Univers primerenc, la seqüència vermella era més constant en color a través de les magnituds de les galàxies que la formaven, i el núvol blau no es repartia de manera uniforme sinó que mostrava certa progressió en seqüència.